# دستگاه تولیدمثل در زنان
دستگاهِ تولیدمثلِ زنانه اندامی در بدن انسان ماده (زن) است که فرایند تولیدمثل در آن انجام می‌شود. زن توانایی بارداری و زایمان موجودی هم‌نوع خود (فرزند) را از زمان بلوغ تا هنگام یائسگی دارد. دستگاه تولیدمثل در زنان، از دو بخش بیرونی و درونی تشکیل شده است که اندام‌های داخلی آن (تخمدانها، لوله‌های رحم، رحم و واژن) در یک سوم پایینی شکم قرار دارند. بخش بیرونی همچنین کار دفع ادرار، آمیزش و لذت جنسی را بر عهده دارد.

## بخش‌ها
دستگاه تناسلی زن از دو بخش خارجی و داخلی تشکیل شده است، که ساختارهای داخلی دستگاه تناسلی زنانه (تخمدانها، لوله‌های رحم، رحم و واژن) در یک سوم پایینی شکم قرار دارند.
بخش خارجی فرج یا کس نام دارد و شامل کلیتوریس، لب‌های داخلی یا لابیا مینور، لب‌های خارجی یا لابیا ماژور، مدخل واژن (واژن) و میزراه (مجرای دفع ادرار) است.

## تولیدمثل
همه جانداران توانایی تولیدمثل دارند و همین موضوع عامل بقای نسل آن‌هاست. دو تخمدان، حاوی فولیکولهایی هستند که تخمک‌ها (سلول‌هایی که با اسپرم مرد ترکیب شده، یاخته تخم و بعدتر نوزاد را ایجاد می‌کنند) را در خود نگه می‌دارند. هر ماه یک تخمک بالغ شده، از تخمدان رها می‌شود.

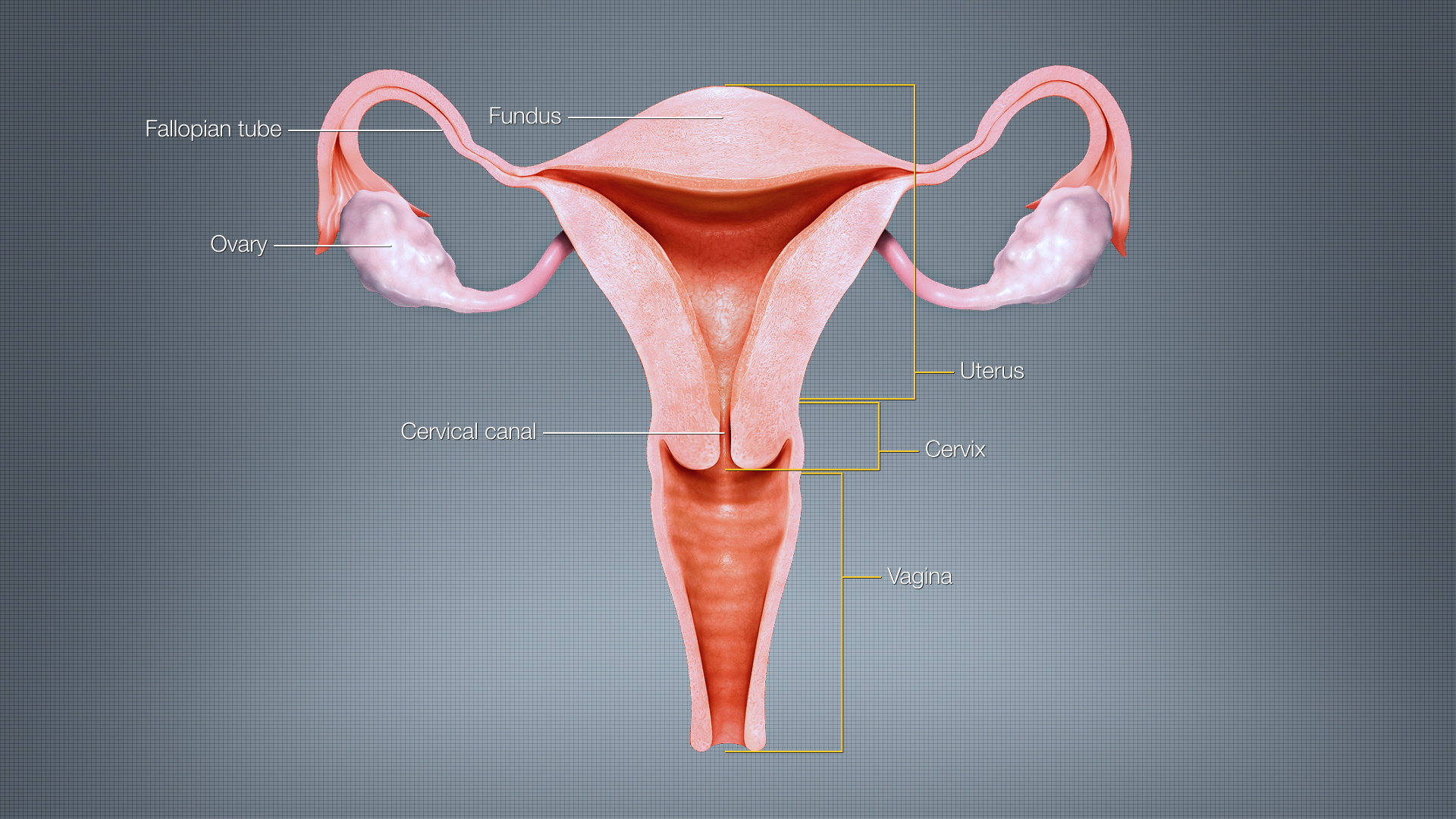
انیمیشن پزشکی سه بعدی رحم

شیپور (فیمبریا) تخمک را به داخل لوله حمل تخمک هدایت می‌کند و از آن‌جا تخمک به طرف رحم هدایت می‌شود.
واژن که مسیری با جدار عضلانی است، ارتباط رحم را با خارج بدن برقرار می‌سازد. ساختارهای خارجی که مجموعاً فرج نام دارند، شامل کلیتوریس و چین‌های پوستی به نام لب هستند که ورودی واژن و پیشابراه را محافظت می‌کنند.
غدد بارتولن که مایعی را برای لیز کردن در حین آمیزش جنسی ترشح می‌کنند، درست در داخل ورودی واژن قرار دارند.

## بلوغ
بلوغ دوره‌ای است که در طی آن، مشخصات جنسی ایجاد و اعضای تناسلی بالغ می‌شوند. در دختران، بلوغ بین ۱۰ تا ۱۴ سالگی شروع می‌شود و ۳ تا ۴ سال طول می‌کشد. غده هیپوفیز شروع به ترشح هورمون‌هایی می‌کند که تخمدان‌ها را برای تولید هورمون‌های جنسی زنانه یعنی استروژن و پروژسترون تحریک می‌کنند. این هورمون‌ها باعث ایجاد تغییرهای فیزیکی از جمله بزرگی پستان‌ها و لگن خاصره و رشد موهای زهار و زیر بغل می‌شوند و به دنبال آن، تخمک‌گذاری و قاعدگی را تحریک می‌کنند.

## چرخه قاعدگی
در طول چرخه قاعدگی، بدن زن برای بارداری احتمالی آماده می‌شود. این چرخه به وسیلهٔ ۴ هورمون تنظیم می‌شود.
هورمون تحریک‌کنندهٔ فولیکول و هورمون لوتئینی که از غدهٔ هیپوفیز ترشح می‌شوند، باعث بلوغ یک تخمک در یک فولیکول و آزاد شدن آن می‌شود.
تخمک و فولیکول آن، استروژن و پروژسترون ترشح می‌کنند که باعث ضخیم شدن مخاط رحم می‌شوند.
اگر یک تخمک بارور شود، خود را وارد سطوح داخلی رحم می‌کند و اگر بارور نشود، در طول قاعدگی به همراه خون و سلول‌های حاصل از مخاط داخلی رحم، از بدن خارج می‌شود.
این چرخه حدود ۲۸ روز طول می‌کشد، ولی مدت زمان آن ممکن است از ماهی تا ماه دیگر و از زنی به زن دیگر فرق کند.
یک چرخهٔ قاعدگی کامل، تغییرهای حاصل در آندومتر (مخاط رحم) و تخمدان را در طی یک چرخه قاعدگی نشان می‌دهد.
اووسیت ثانویه می‌تواند در زمان تخمک‌گذاری که از فولیکول آزاد می‌شود، به وسیله یک اسپرم بارور گردد.

## یائسگی
یائسگی زمانی است که چرخهٔ قاعدگی متوقف می‌شود که معمولاً در سنین بین ۴۵ تا ۵۵ سالگی رخ می‌دهد. تخمدان‌ها دیگر به هورمون تحریک‌کننده فولیکول پاسخ نمی‌دهند و هورمون‌های جنسی زنانه (استروژن و پروژسترون) کمتری تولید می‌کنند. در نتیجه، تخمک‌گذاری و قاعدگی خاتمه می‌یابد. به محض این که زنی به این مرحله برسد، دیگر زایا محسوب نمی‌شود.
درست در سال‌های پیش و بعد از یائسگی، تغییرهای هورمونی باعث ایجاد علائمی چون نوسان خلق، گر گرفتگی، خشکی واژن و عرق کردن شبانه می‌گردد.
یائسگی ممکن است منجر به تغییرات فیزیکی طولانی مدت مثل پوکی استخوان شود.

## بیماری‌های دستگاه تناسلی زنانه
- التهاب و عفونت واژن و فرج: ممکن است در اثر عوامل عفونی (قارچهای ذره‌بینی، باکتریها) یا غیرعفونی مانند تماس با بعضی مواد تحریک‌کننده (مانند صابونها) به وجود آید.
- خونریزی غیرطبیعی از واژن، یعنی خون‌ریزی خارج از زمان قاعدگی. علت آن معمولاً وجود یک جسم خارجی مانند یک تکه دستمال کاغذی باقی‌مانده درون واژن است. گاهی علت وارد شدن ضربه به ناحیه تناسلی یا پایین شکم است.
- حاملگی خارج‌رحمی: گاهی تخمک بارور شده، به سوی رحم نمی‌رود به عنوان مثال در درون لوله فالوپ (لوله رحم) به تندی آغاز به رشد می‌کند یا به هیچ وجه وارد لوله فالوپ نمی‌شود و در بخش لگن آغاز به رشد می‌کند، که به آن حاملگی نابجا یا حاملگی خارج از رحم می‌گویند. همچنین ممکن است در اثر فقدان یا آسیب لایهٔ Zona pellucida(که در اطراف سلول تخم وجود دارد)، سلول تخم به درون لولهٔ رحمی(oviduct) implant شود. *نقش لایهٔ Zona pellucida جلوگیری از اتصال مستقیم سلول تخم به دیواره لولهٔ رحم می‌باشد.
- آندومتریوز: آندومتریوز زمانی است که بخشی از بافت آندومتر رحم (بافتی که داخل رحم را می‌پوشاند) در جایی دیگری نیز رشد می‌کند مانند داخل لوله‌های رحمی یا در حفره لگن و در نتیجه این نواحی هم مانند آندومتر طبیعی در طی خون‌ریزی قاعدگی، خون‌ریزی می‌کنند.
- کیست تخمدان: زمانی است که حفره‌ای غیرطبیعی در درون تخمدان ایجاد شود و در داخل آن مایعی جمع شود.